# Ramonville (metropolitana di Tolosa)
Ramonville è una stazione della metropolitana di Tolosa, nonché capolinea della Linea B, inaugurata il 30 giugno 2007. È dotata di una banchina a 12 porte e può accogliere treni composti anche da quattro vetture.

## Architettura
L'opera d'arte all'interno della stazione è stata realizzata da Jean-Pierre Bertrand. Essa consiste nell'unione tra l'aspetto letterario e quello numerico della parola "RAMONVILLE", in modo che ad ogni lettera sia affiancato il numero corrispondente nell'alfabeto. La stazione è costruita in modo da far arrivare la luce fino ai binari.

## Servizi
La stazione dispone di:
- Biglietteria automatica
- Scale mobili